# Гук Іван Тимофійович
Гук Іва́н Тимофі́йович (26 листопада 1935, село Калагарівка, Гусятинський район, Тернопільська область) — лікар-уролог Черкаської обласної лікарні, Відмінник охорони здоров'я. Заслужений лікар України, Почесний громадянин міста Черкаси.

## Життєпис
Народився у селі Калагарівка Гусятинського району Тернопільської області. 1958 року закінчив Івано-Франківський медичний інститут. З 1960 року працював лікарем-урологом у Черкаській міській лікарні № 1, з 1964 по 2000 р.  — завідувач урологічним відділенням. Пізніше перейшов працювати до Черкаської обласної лікарні. За час роботи освоїв та впровадив новітні технології у лікуванні урологічних хвороб. Він стояв за впровадженням 15 нових методів діагностування та лікування, провів понад 15 тисяч оперативних втручань, підготовив більше десятка молодих лікарів.

## Науковий вклад
Автор 4 наукових праць, прочитав 21 лекцію. Проводить медичні рекомендації іншим лікарям-урологам.
Ним впроваджені пластичні операції при вроджених вадах сечостатевої системи у дітей (низведення яєчка при крипторхізм, пластика уретри при гіпоспадія та інш.), одномоментні аденомектомія сечового міхура при ДГПЗ.

## Нагороди та відзнаки
Нагороджений медаллю «За доблесну працю» (1983), орденом «Знак пошани» (1986), пам'ятним знаком ІІІ ступеня «За заслуги перед містом Черкаси» (1999); присвоєно почесне звання «Заслужений лікар України» (1995), за високу професійну майстерність, постійний творчий пошук, чуйність, відданість обраній справі, за тисячі врятованих життів звання Почесного громадянина міста Черкаси (1999).